# ماء فرعي
الماء الفرعي يمثل:
- الماء النابع من الجدول المائي (يُستخدم هذا المصطلح بشكل أساسي في جنوب الولايات المتحدة)
- إضافة الماء العادي بدلاً من المياه المكربنة إلى الشراب المتنوع (فعلى سبيل المثال، يُشير «بوربون والفرع» إلى «شراب مسكر من النوع بوربون» مضافًا إليه ماء عادي).
- فعندما يُقطر الشراب المسكر (أي يُصفى من الماء) قبل التعبئة، يُعد الماء المستخدم في غاية الأهمية بالنسبة للمنتَج النهائي. ومن ثم يسمى المصدر المفضل للمياه «الماء الفرعي». ينبع الماء الفرعي مباشرةً من الجدول المائي الذي يُقام عليه مصنع التقطير؛ حتى أن بعض المصانع تقوم بتعبئة هذه المياه في زجاجات، وبالتالي يتمكن زبائن الحانة من تخفيف شراب البوربون بمياه بوربون أصلية. يبدأ هذا الماء الفرعي مسيرته في سلسلة الحجر الجيري تحت سطح الأرض الموجود في غالبية ولاية كنتاكي وجزء من ولاية تينيسي. حيث تعمل طبقة الحجر الجيري كعامل تصفية طبيعية للمياه التي تمر عليها. ويتميز الماء الفرعي هذا بافتقاره إلى الطعم، حيث لا يوجد أثر للحديد أو المعادن الأخرى التي قد تكون ضارة على عملية صناعة المسكرات.
- الماء الذي يُصب في الفرع الصغير الجديد لشجرة تنوب الدوجلاس، حيث يضفي عليها رائحة الراتنج المميزة. يشير الدليل القصصي إلى الادعاءات التي تشير إلى أن المياه التي أُعدت بهذه الطريقة خالية من بعض الشوائب والروائح وأنها مؤكسدة أيضًا. تُصب مياه الجدول المائي الطبيعي، بالطبع، في كميات غزيرة من النباتات المتساقطة وعلى جوانب الجدول المائي. وتمتد شجرة تنوب الدوجلاس في شمال غرب المحيط الهادئ وجبال روكي.